# Steal This Album!
Steal This Album! —en español: «¡Roba este álbum!»— es el tercer álbum del grupo armenio-estadounidense de rock, System of a Down, lanzado el 26 de noviembre de 2002 por American Recordings y Columbia. El álbum fue producido por Rick Rubin y Daron Malakian, alcanzado el puesto 15 en el top 200 de Billboard.

## Historia
A principios de 2002, se lanzaron en Internet archivos MP3 de calidad media con el nombre «Toxicity II», haciendo una clara referencia al anterior disco multiplatino de la banda, Toxicity. La banda emitió un comunicado expresando su decepción por el hecho de que los fanáticos estaban escuchando material que estaba inacabado, y trabajó para lanzar una versión completa y de mejor calidad del álbum, que se convirtió en lo que ahora se conoce como Steal This Album!. Muchas de las pistas de «Toxicity II» son versiones antiguas o mezclas similares de las canciones, que presentan diferentes arreglos, letras y melodías vocales que sus contrapartes completas. Notablemente, hay una falta de voces por Daron Malakian. Dos canciones de «Toxicity II», Virginity (también conocido como Cherry o Virgin Tea) y Outer Space (también conocido como Fortress), están ausentes de la versión final del álbum. Además, cuatro canciones que no se encuentran en «Toxicity II», Fuck the System, Ego Brain, Roulette e Innervision aparecieron en la versión final de Steal This Album!, haciendo que la versión final sea considerablemente diferente de la versión de «Toxicity II».

## Recepción de la crítica
El álbum recibió críticas generalmente favorables de los críticos de música con una puntuación de 77 sobre 100 en el sitio web agregado "Metacritic". Al darle al álbum 4 estrellas de 5 en su revisión de AllMusic, Chris True señaló: "Si System demostró algo con Toxicity de 2001, es que son uno de los unas pocas bocanadas de aire fresco en la tierra del metal convencional. Esta colección no es diferente, y con su ritmo asombroso, es difícil no conmoverse por lo que esta banda puede hacer". "Steal This Album! se sitúa cabeza y hombros tatuados por encima de su competencia en el género del hard rock", dijo Entertainment Weekly en una crítica mutuamente entusiasta, otorgando al álbum una calificación B +.
Rolling Stone llamó Steal This Album! "Una explosión absurda de rabia política, teatro tonto y metal matemático destrozado". Jeremy Gladstone de Kludge le dio al álbum una puntuación de 7 sobre 10 en su reseña y elogió y criticó el álbum escribiendo "Ámalos o ódialos, System está aquí para quedarse. La escritura es consistente y la música es tan ajustada como estamos acostumbrados, quizás un grado más en ocasiones en el álbum. Steal This Album está garantizado para satisfacer a todos los fanáticos de System of a Down que escuchan. Sin embargo, desde la canción ocho hasta la Doce en el álbum, el material es demasiado similar para destacar realmente en comparación con las pistas más intensas. El material inédito a veces puede ser bueno, y otras veces todavía no funciona".
En un artículo para NME subtituló "... loco, ridículo, una pizza de pan para el cerebro con hongos extra ...", Victoria Segal le dio a Steal This Album  3.5 estrellas de 5 en una reseña menos halagadora, afirmando "Las preocupaciones de System Of A Down pueden no ser motivo de risa, pero desafortunadamente, su música a menudo lo es. El guitarrista Daron Malakian describe este disco como "un puente entre Toxicity y nuestro próximo disco", lo que solo indica aguas turbulentas por delante". Sin embargo, terminó su revisión con "Sí, System Of A Down es una locura, ridículo, una pizza de pan para el cerebro con hongos adicionales. Pero, ¿cómo puede algo tan justo alguna vez estar mal?"

## Arte alternativo
Hay cuatro diseños de CD alternativos de edición limitada, cada uno diseñado y dibujado por un miembro de la banda. El de Tankian es azul con un poema en blanco en espiral en su centro, el de Odadjian es rojo con llamas psicodélicas, el de Dolmayan es negro con una calavera gris que incorpora el título del álbum en sus dientes, y el de Malakian es blanco con las piernas de un hombre (en jeans) y mujer (con medias rojas). La edición en vinilo del álbum se lanzó como un disco de doble imagen con cada lado con uno de estos diseños.
En Europa y el Reino Unido, la versión estándar incluye un inserto frontal de una cara, la razón de esto es que la mayoría de los CD en el Reino Unido no se venden sellados, por lo que podría parecer que la cubierta había sido robada si se hubiera enviado sin ella. Todo es blanco con el título del álbum en negro, similar a la portada del CD original. El encarte contiene información mínima y contiene un enlace al sitio web oficial para obtener más información sobre la pista.

## Lista de canciones
| N.º   | Título                           | Letras            | Música                                | Duración |  |
| 1.    | «Chic 'N' Stu»                   | Tankian           | Malakian                              | 2:25     |  |
| 2.    | «Innervision»                    | Tankian           | Malakian, Tankian                     | 2:35     |  |
| 3.    | «Bubbles»                        | Tankian           | Malakian                              | 1:57     |  |
| 4.    | «Boom!»                          | Tankian           | Malakian, Odadjian                    | 2:14     |  |
| 5.    | «Nüguns»                         | Tankian, Malakian | Malakian                              | 2:31     |  |
| 6.    | «A.D.D. (American Dream Denial)» | Tankian, Malakian | Malakian                              | 3:18     |  |
| 7.    | «Mr. Jack»                       | Tankian, Malakian | Malakian                              | 4:12     |  |
| 8.    | «I-E-A-I-A-I-O»                  | Tankian           | Tankian, Malakian, Odadjian, Dolmayan | 3:08     |  |
| 9.    | «36»                             | Tankian           | Serj Tankian                          | 0:46     |  |
| 10.   | «Pictures»                       | Tankian, Malakian | Malakian                              | 2:07     |  |
| 11.   | «Highway Song»                   | Tankian, Malakian | Malakian                              | 3:15     |  |
| 12.   | «Fuck the System»                | Tankian           | Malakian, Tankian                     | 2:14     |  |
| 13.   | «Ego Brain»                      | Tankian           | Malakian, Tankian                     | 3:23     |  |
| 14.   | «Thetawaves»                     | Tankian, Malakian | Malakian                              | 2:37     |  |
| 15.   | «Roulette»                       | Tankian           | Malakian, Tankian                     | 3:22     |  |
| 16.   | «Streamline»                     | Tankian           | Malakian                              | 3:37     |  |
| 43:31 |                                  |                   |                                       |          |  |

## Videos musicales
- Boom!

## Posición en las listas

### Semanal
| Gràfico(2002–2003)                  | Pico de posición |
| ----------------------------------- | ---------------- |
| Australia (ARIA)                    | 11               |
| Austria (Ö3 Austria)                | 24               |
| Bélgica (Ultratop Valonia)          | 38               |
| Países Bajos (Album Top 100)        | 41               |
| Finlandia (Suomen virallinen lista) | 25               |
| Francia (SNEP)                      | 34               |
| Alemania (Offizielle Top 100)       | 14               |
| Irlanda (IRMA)                      | 47               |
| Italia (FIMI)                       | 45               |
| Italian Albums (Musica e Dischi)    | 50               |
| Nueva Zelanda (RMNZ)                | 26               |
| Noruega (VG‑lista)                  | 36               |
| Escocia (Scottish Albums Chart)     | 49               |
| Suecia (Sverigetopplistan)          | 41               |
| Suiza (Schweizer Hitparade)         | 25               |
| Reino Unido (UK Albums Chart)       | 56               |
| Estados Unidos (Billboard 200)      | 15               |

|
| Año  | Sencillo      | Lista                  | Posición |
| ---- | ------------- | ---------------------- | -------- |
| 2002 | "Innervision" | Mainstream Rock Tracks | 14       |
| 2002 | "Innervision" | Modern Rock Tracks     | 12       |

## Créditos
- Serj Tankian - Voz
- Daron Malakian - Guitarra
- Shavo Odadjian - Bajo
- John Dolmayan - Batería

- Arto Tunçboyaciyan - vocalista adicional
- Rick Rubin y Daron Malakian - productores
- Andy Wallace - mezclas